# Alley Mills
Alley Mills, también conocida como Alley Bean (Chicago, 9 de mayo de 1951), es una actriz estadounidense, conocida por haber interpretado a Norma Arnold en The Wonder Years y a Pamela Douglas en The Bold and the Beautiful.

## Biografía
Es hija de Ted Mills (un ejecutivo de televisión) y de Joan Paterson Mills Kerr (fue autora y editora de American Heritage Magazine). Su madre falleció en noviembre de 1996 y su padre en agosto de 2003. Tiene una hermana, Hilary Mills Loomis, y un hermano, Tony Mills.
Salió con el actor David Birney; sin embargo, la relación terminó en 1991. El 18 de abril de 1993, se casó con el actor y escritor Orson Bean, Alley es madrastra de los cuatro hijos de Orson. Bean falleció el 7 de febrero de 2020 en un terrible accidente de tránsito tras ser embestido por dos automóviles mientras circulaban por las calles de Los Ángeles, California.

## Carrera
Su primera actuación en televisión fue en la comedia en vivo The Associates, en el papel de fiscal. Apareció en el episodio especial de "Celebrity TV Moms" de la versión de Anne Robinson de The Weakest Link, donde fue la segunda eliminada.
También apareció en Dr. Quinn, Medicine Woman como Marjorie Quinn. Antes había aparecido en la serie como una joven de salón.
El 1 de diciembre de 2006, se unió al elenco principal de la telenovela The Bold and the Beautiful, donde interpreta a  Pamela "Pam" Douglas hasta ahora.

## Filmografía
- Sabrina, the Teenage Witch (como Diana Spellman)
- Girlfriends
- The Wonder Years (como Norma Arnold)
- Strong Medicine
- NYPD Blue
- Yes, Dear
- Dr. Quinn, Medicine Woman (como Marjorie)
- Hill Street Blues
- Popular (como Robin John)
- The Bold and the Beautiful (como Pamela Douglas; 2006–)